# سیارک ۲۲۵۷۲
سیارک ۲۲۵۷۲ (به انگلیسی: 22572 Yuanzhang، نامگذاری:1998HJ39) بیست و دو هزار و پانصد و هفتاد و دومین سیارک کشف شده‌است که در ۲۰ آوریل ۱۹۹۸ کشف شد.
قدر مطلق سیارک برابر ۹.۳ است.